# 华北剿匪总司令部
华北剿匪总司令部是华北地区的剿匪总司令部，于1947年11月在蒋介石的命令下于北平成立，傅作义任总司令。华北剿总是在合并张垣、保定两个绥靖公署的基础之上改组而成的，以冀、察、绥、晋北为作战区域，1948年秋天热河亦划入指挥区。1948年5月，北平行辕撤销。平津战役后，随着傅作义率华北剿总接受和平改编而结束。

## 总司令
华北地区为晋绥军传统势力区域。国军二级上将的傅作义也是阎锡山的幕僚，手下有七个师团听从指挥。在第二次国共内战爆发后，将解放军所占领的唯一一个大城市张家口攻占。因此1947年北平行辕及张垣、保定两个绥靖公署撤销，成立华北剿总司令人选非傅作义莫属。

## 长官及部下
- 总司令：傅作义
- 副总司令：陈继承、刘多荃、宋肯堂、上官云相、邓宝珊、吴奇伟、冯钦哉、郭宗汾
- 参谋长：李世杰

| 第四兵團 |                                  |            |                          |
| 司令：李文 | 参谋长：                         |            |                          |
| 副司令：袁樸 | 副参谋长：                       |            |                          |
| 兵團直辖 |                                  |            |                          |
| \| 第十六军 \| 军长袁樸/刘裕经 \| 第九十四军 \| 军长鄭挺鋒/朱敬民 \| \| 第十六军 \| 第22师師長冯龙/黄剑夫/梁诗传 \| 第九十四军 \| 第5师师长杨培德/刘文英 \| \| 第十六军 \| 第94师(師長陈鞠/周士瀛/李启南 \| 第九十四军 \| 第43师师长王治熙/饶启尧 \| \| 第十六军 \| 第109师(師長朱光墀/严映皋/张鹏翱 \| 第九十四军 \| 第121师(師長陈国臣/韩悌) \| \| 第十六军 \| 第305师 师长 姚葛民 \| 第九十四军 \| \| |                                  |            |                          |
| 第十六军 | 军长袁樸/刘裕经                  | 第九十四军 | 军长鄭挺鋒/朱敬民        |
| 第十六军 | 第22师師長冯龙/黄剑夫/梁诗传     | 第九十四军 | 第5师师长杨培德/刘文英   |
| 第十六军 | 第94师(師長陈鞠/周士瀛/李启南    | 第九十四军 | 第43师师长王治熙/饶启尧  |
| 第十六军 | 第109师(師長朱光墀/严映皋/张鹏翱 | 第九十四军 | 第121师(師長陈国臣/韩悌) |
| 第十六军 | 第305师 师长 姚葛民              | 第九十四军 |                          |

| 第十七兵团 |                     |            |                            |            |                     |
| 司令：侯镜如 | 参谋长：            |            |                            |            |                     |
| 副司令：刘春岭、林伟俦 | 副参谋长：          |            |                            |            |                     |
| 兵團直辖 |                     |            |                            |            |                     |
| \| 第六十二军 \| 军长林偉儔 \| 第九十二军 \| 军长侯镜如/黄翔 \| 第八十六军 \| 軍長刘云瀚 \| \| 第六十二军 \| 第67师 师长李学正 \| 第九十二军 \| 第21师(師長李荻秋/张伯权) \| 第八十六军 \| 第26师 师长 张越群 \| \| 第六十二军 \| 第151师(師長陈植) \| 第九十二军 \| 第56师(師長王有湘/周中砥) \| 第八十六军 \| 第284师 师长 罗先之 \| \| 第六十二军 \| 第157师(師長何宝松) \| 第九十二军 \| 第142师(師長刘汝霖/王凤岐) \| 第八十六军 \| 第293师 师长 陈膺华 \| \| 第六十二军 \| 第317师 \| 第九十二军 \| 第318师 师长 刘元伯 \| 第八十六军 \| \| \| 第八十五军 \| 军长段沄 \| 兵团直属 \| \| \| \| \| 第八十五军 \| 第220师 师长 路静澄 \| 兵团直属 \| 独95师 师长 朱致一 \| \| \| \| 第八十五军 \| 第221师 师长 王永树 \| 兵团直属 \| 交警第3旅 旅长 杨遇春 \| \| \| \| 第八十五军 \| 第222师 师长 周雨震 \| 兵团直属 \| \| \| \| |                     |            |                            |            |                     |
| 第六十二军 | 军长林偉儔          | 第九十二军 | 军长侯镜如/黄翔            | 第八十六军 | 軍長刘云瀚          |
| 第六十二军 | 第67师 师长李学正   | 第九十二军 | 第21师(師長李荻秋/张伯权)  | 第八十六军 | 第26师 师长 张越群  |
| 第六十二军 | 第151师(師長陈植)   | 第九十二军 | 第56师(師長王有湘/周中砥)  | 第八十六军 | 第284师 师长 罗先之 |
| 第六十二军 | 第157师(師長何宝松) | 第九十二军 | 第142师(師長刘汝霖/王凤岐) | 第八十六军 | 第293师 师长 陈膺华 |
| 第六十二军 | 第317师             | 第九十二军 | 第318师 师长 刘元伯        | 第八十六军 |                     |
| 第八十五军 | 军长段沄            | 兵团直属   |                            |            |                     |
| 第八十五军 | 第220师 师长 路静澄 | 兵团直属   | 独95师 师长 朱致一         |            |                     |
| 第八十五军 | 第221师 师长 王永树 | 兵团直属   | 交警第3旅 旅长 杨遇春      |            |                     |
| 第八十五军 | 第222师 师长 周雨震 | 兵团直属   |                            |            |                     |

| 第九兵团 |                                          |                                         |                              |              |                                                    |
| 司令：石觉/葛晏春（代理） | 参谋长：                                 |                                         |                              |              |                                                    |
| 副司令： | 副参谋长：                               |                                         |                              |              |                                                    |
| 兵團直辖 |                                          |                                         |                              |              |                                                    |
| \| 第三十一军 \| 军长林偉儔 \| \| \| 第十三军 \| 軍長石觉/骆振韶/邓邦捷 \| \| 第三十一军 \| 第205师 师长 邓文禧 \| \| 第4师(師長骆振韶 → 邓邦捷) \| 第十三军 \| \| \| 第三十一军 \| \| 第89師(師長刘建章/胡冠天/潘如涵/倪晋培) \| \| 第十三军 \| \| \| 第三十一军 \| \| 第155师师长 杨齐 \| \| 第十三军 \| \| \| 第三十一军 \| \| 第297师师长欧孝全 \| \| 第十三军 \| \| \| 第三十一军 \| \| 第299师(師長巫剑峰) \| \| 第十三军 \| \| \| 第三十五军 \| 军长郭景云/朱大纯 \| 第一百零四軍 \| 军长安春山 \| 第一百零一軍 \| 军长李士林 \| \| 第三十五军 \| 第101师(師長郭景云/冯梓/梁泮池) \| 第一百零四軍 \| 第250师(師長王建业) \| 第一百零一軍 \| 第271师(师长关廷珍/栾乐山，重建师，即原独立318师） \| \| 第三十五军 \| 新31师/第262师(师长安春山/朱大纯/唐文左) \| 第一百零四軍 \| 第258师(师长张惠缘 → 赵树桥) \| 第一百零一軍 \| 第272师(师长刘化南) \| \| 第三十五军 \| 新32师/第267师(师长李铭鼎/温汉民/刘一平) \| 第一百零四軍 \| 第269师(师长慕新亚) \| 第一百零一軍 \| 第273师(师长郑海楼) \| \| 第三十五军 \| \| 第一百零四軍 \| 新骑4师 师长 刘春方 \| 第一百零一軍 \| 第43师(师长王治熙) \| \| 第三十五军 \| 第309师(原第258师) 师长 赵树桥 \| 第一百零四軍 \| \| 第一百零一軍 \| \| \| 第三十五军 \| 第310师 师长 张副元 \| 第一百零四軍 \| \| 第一百零一軍 \| \| \| 第三十五军 \| 第311师 师长 孙英年 \| 第一百零四軍 \| \| 第一百零一軍 \| \| |                                          |                                         |                              |              |                                                    |
| 第三十一军 | 军长林偉儔                               |                                         |                              | 第十三军     | 軍長石觉/骆振韶/邓邦捷                             |
| 第三十一军 | 第205师 师长 邓文禧                      |                                         | 第4师(師長骆振韶 → 邓邦捷)   | 第十三军     |                                                    |
| 第三十一军 |                                          | 第89師(師長刘建章/胡冠天/潘如涵/倪晋培) |                              | 第十三军     |                                                    |
| 第三十一军 |                                          | 第155师师长 杨齐                        |                              | 第十三军     |                                                    |
| 第三十一军 |                                          | 第297师师长欧孝全                       |                              | 第十三军     |                                                    |
| 第三十一军 |                                          | 第299师(師長巫剑峰)                     |                              | 第十三军     |                                                    |
| 第三十五军 | 军长郭景云/朱大纯                        | 第一百零四軍                            | 军长安春山                   | 第一百零一軍 | 军长李士林                                         |
| 第三十五军 | 第101师(師長郭景云/冯梓/梁泮池)          | 第一百零四軍                            | 第250师(師長王建业)          | 第一百零一軍 | 第271师(师长关廷珍/栾乐山，重建师，即原独立318师） |
| 第三十五军 | 新31师/第262师(师长安春山/朱大纯/唐文左) | 第一百零四軍                            | 第258师(师长张惠缘 → 赵树桥) | 第一百零一軍 | 第272师(师长刘化南)                                |
| 第三十五军 | 新32师/第267师(师长李铭鼎/温汉民/刘一平) | 第一百零四軍                            | 第269师(师长慕新亚)          | 第一百零一軍 | 第273师(师长郑海楼)                                |
| 第三十五军 |                                          | 第一百零四軍                            | 新骑4师 师长 刘春方          | 第一百零一軍 | 第43师(师长王治熙)                                 |
| 第三十五军 | 第309师(原第258师) 师长 赵树桥           | 第一百零四軍                            |                              | 第一百零一軍 |                                                    |
| 第三十五军 | 第310师 师长 张副元                      | 第一百零四軍                            |                              | 第一百零一軍 |                                                    |
| 第三十五军 | 第311师 师长 孙英年                      | 第一百零四軍                            |                              | 第一百零一軍 |                                                    |

| 第十一兵團 |                                     |            |                           |
| 司令：孙兰峰 | 参谋长：                            |            |                           |
| 副司令：朱矩林 | 副参谋长：                          |            |                           |
| 兵團直辖 |                                     |            |                           |
| \| 第一零五军 \| 军长袁庆荣 \| 直屬骑兵隊 \| \| \| 第一零五军 \| 第210师(师长李思温) \| 直屬骑兵隊 \| 整编骑兵第5旅旅长 卫景林 \| \| 第一零五军 \| 第251师(师长韩天春) \| 直屬骑兵隊 \| 整编骑兵第11旅旅长 胡逢泰 \| \| 第一零五军 \| 第259师(师长曾潜英 → 郭跻堂) \| 直屬骑兵隊 \| 整骑12旅 旅长 鄂友三 \| \| 第一零五军 \| 独318师 师长 张进修（原101军271师） \| 直屬骑兵隊 \| \| |                                     |            |                           |
| 第一零五军 | 军长袁庆荣                          | 直屬骑兵隊 |                           |
| 第一零五军 | 第210师(师长李思温)                 | 直屬骑兵隊 | 整编骑兵第5旅旅长 卫景林  |
| 第一零五军 | 第251师(师长韩天春)                 | 直屬骑兵隊 | 整编骑兵第11旅旅长 胡逢泰 |
| 第一零五军 | 第259师(师长曾潜英 → 郭跻堂)        | 直屬骑兵隊 | 整骑12旅 旅长 鄂友三      |
| 第一零五军 | 独318师 师长 张进修（原101军271师） | 直屬骑兵隊 |                           |

| 晋陕绥边区司令部 |                              |
| 司令：邓宝珊 | 参谋长：                     |
| 副司令： | 副参谋长：                   |
| 兵團直辖 |                              |
| \| 第二十二军 \| 军长左世允 \| \| 第二十二军 \| 第86师(師長高双城) \| \| 第二十二军 \| 新11師(師長张云衔) \| \| 第二十二军 \| 伊东游击纵队(游击司令姜占魁) \| |                              |
| 第二十二军 | 军长左世允                   |
| 第二十二军 | 第86师(師長高双城)           |
| 第二十二军 | 新11師(師長张云衔)           |
| 第二十二军 | 伊东游击纵队(游击司令姜占魁) |

| 北平警备司令 | 司令陈继承 → 李文         | 天津警备司令 | 司令陈长捷        | 保定警备司令 | 司令马法五 |
| 北平警备司令 | 民防兵                    | 天津警备司令 | 第184师师长杨朝纶 | 保定警备司令 | 民防兵     |
| 北平警备司令 | 警力                      | 天津警备司令 | 第326师师长柴玉峰 | 保定警备司令 | 警力       |
| 北平警备司令 | 第333师师长宋海潮、王殿臣 | 天津警备司令 |                   | 保定警备司令 |            |